# Sibilla di Jülich-Kleve-Berg (elettrice di Sassonia)
Sibilla di Jülich-Kleve-Berg (in tedesco Sybille von Cleve; Düsseldorf, 17 gennaio 1512 – Weimar, 21 febbraio 1554) fu una principessa del Ducato di Jülich-Kleve-Berg e per matrimonio principessa elettrice di Sassonia.
Nata a Düsseldorf, era la figlia maggiore di Giovanni III della Casa di La Marck, duca di Jülich jure uxoris , Cleves, Berg jure uxoris , conte di Mark, noto anche come di la Marck e Ravensberg jure uxoris (spesso detto duca di Cleves) che morì nel 1538, e sua moglie Maria, duchessa di Julich-Berg (1491-1543). I suoi fratelli più piccoli erano le due sorelle, Anna (in seguito regina d'Inghilterra) e Amalia, e un fratello, Guglielmo, che divenne Duca di Jülich-Cleves-Berg.

## Biografia
Nel settembre 1526, Sibilla fu promessa sposa al principe elettore Giovanni Federico di Sassonia nel castello di Burg an der Wupper. Dopo lunghe trattative riguardo alla dote, la sontuosa cerimonia nuziale, preceduta da un'elaborata processione, ebbe luogo a Torgau il 9 febbraio 1527. Ebbero quattro figli.
Dopo la morte di suo padre nel 1532, Giovanni Federico divenne elettore di Sassonia e Sibilla l'elettrice.
La corrispondenza tra Sibilla e suo marito durante la sua prigionia, conseguenza della guerra di Smalcalda, mostrò una coppia intima e devota. Contemporaneamente, durante l'assedio di Wittenberg, l'elettrice protesse la città nell'assenza di suo marito. Per salvare sua moglie e i suoi figli, e per prevenire Wittenberg da una distruzione, Giovanni Federico concesse la capitolazione di Wittenberg, e ridisegnò il governo del suo paese a favore di Maurizio di Sassonia.
Nel 1552, dopo cinque anni di prigionia, il deposto elettore si riunì con la sua famiglia. Tuttavia, la riunione ebbe vita breve: nel 1554 sia Sibilla che Giovanni Federico I morirono ad un mese di distanza l'un dall'altro. Furono sepolti nella chiesa di Weimer
Come suo marito, Sibilla era convinta sostenitrice della Riforma. Il riformatore turingio Justus Menuis le dedicò lo Speculum principis scrivendo l'Oeconomia Christiana.

## Discendenza
Diede al marito quattro figli:
- Giovanni Federico II (Torgau, 8 gennaio 1529-Steier, 19 maggio 1595);
- Giovanni Guglielmo (Torgau, 11 marzo 1530-Weimar, 2 marzo 1573);
- Giovanni Ernesto (Weimar, 5 gennaio 1535-Weimar, 11 gennaio 1535);
- Giovanni Federico III (Torgau, 16 gennaio 1538-Jena, 31 ottobre 1565).

## Ascendenza
|                              |                        |                             | Genitori                           |  |  | Nonni |  |  | Bisnonni            |  |  | Trisnonni         |  |
|                              |                        |                             |                                    |  |  |       |  |  | Giovanni I di Kleve |  |  | Adolfo I di Kleve |  |
|                              |                        |                             |                                    |  |  |       |  |  | Giovanni I di Kleve |  |  | Adolfo I di Kleve |  |
|                              |                        | Maria di Borgogna           |                                    |  |  |       |  |  | Giovanni I di Kleve |  |  |                   |  |
| Giovanni II di Kleve         |                        |                             |                                    |  |  |       |  |  | Giovanni I di Kleve |  |  |                   |  |
|                              |                        | Elisabetta di Nevers        | Giovanni II di Nevers              |  |  |       |  |  |                     |  |  |                   |  |
|                              |                        | Elisabetta di Nevers        | Giovanni II di Nevers              |  |  |       |  |  |                     |  |  |                   |  |
|                              |                        | Elisabetta di Nevers        | Jacqueline d'Ailly                 |  |  |       |  |  |                     |  |  |                   |  |
| Giovanni III di Kleve        |                        | Elisabetta di Nevers        |                                    |  |  |       |  |  |                     |  |  |                   |  |
|                              |                        | Enrico III d'Assia          | Ludovico I d'Assia                 |  |  |       |  |  |                     |  |  |                   |  |
|                              |                        | Enrico III d'Assia          | Ludovico I d'Assia                 |  |  |       |  |  |                     |  |  |                   |  |
|                              |                        | Enrico III d'Assia          | Anna di Sassonia                   |  |  |       |  |  |                     |  |  |                   |  |
| Matilde d'Assia              |                        | Enrico III d'Assia          |                                    |  |  |       |  |  |                     |  |  |                   |  |
|                              |                        | Anna II di Katzenelnbogen   | Filippo I di Katzenelnbogen        |  |  |       |  |  |                     |  |  |                   |  |
|                              |                        | Anna II di Katzenelnbogen   | Filippo I di Katzenelnbogen        |  |  |       |  |  |                     |  |  |                   |  |
|                              |                        | Anna II di Katzenelnbogen   | Anna di Württemberg                |  |  |       |  |  |                     |  |  |                   |  |
| Sibilla di Jülich-Kleve-Berg |                        | Anna II di Katzenelnbogen   |                                    |  |  |       |  |  |                     |  |  |                   |  |
|                              | Gerardo di Jülich-Berg | Guglielmo di Jülich         |                                    |  |  |       |  |  |                     |  |  |                   |  |
|                              | Gerardo di Jülich-Berg | Guglielmo di Jülich         |                                    |  |  |       |  |  |                     |  |  |                   |  |
|                              | Gerardo di Jülich-Berg | Adelaide di Tecklenburg     |                                    |  |  |       |  |  |                     |  |  |                   |  |
| Guglielmo di Jülich-Berg     | Gerardo di Jülich-Berg |                             |                                    |  |  |       |  |  |                     |  |  |                   |  |
|                              |                        | Sofia di Sassonia-Lauenburg | Bernardo III di Sassonia-Lauenburg |  |  |       |  |  |                     |  |  |                   |  |
|                              |                        | Sofia di Sassonia-Lauenburg | Bernardo III di Sassonia-Lauenburg |  |  |       |  |  |                     |  |  |                   |  |
|                              |                        | Sofia di Sassonia-Lauenburg | Adelaide di Pomerania-Stolp        |  |  |       |  |  |                     |  |  |                   |  |
| Maria di Jülich-Berg         |                        | Sofia di Sassonia-Lauenburg |                                    |  |  |       |  |  |                     |  |  |                   |  |
|                              |                        | Alberto III di Brandeburgo  | Federico I di Brandeburgo          |  |  |       |  |  |                     |  |  |                   |  |
|                              |                        | Alberto III di Brandeburgo  | Federico I di Brandeburgo          |  |  |       |  |  |                     |  |  |                   |  |
|                              |                        | Alberto III di Brandeburgo  | Elisabetta di Baviera-Landshut     |  |  |       |  |  |                     |  |  |                   |  |
| Sibilla di Hohenzollern      |                        | Alberto III di Brandeburgo  |                                    |  |  |       |  |  |                     |  |  |                   |  |
|                              |                        | Anna di Sassonia            | Federico II di Sassonia            |  |  |       |  |  |                     |  |  |                   |  |
|                              |                        | Anna di Sassonia            | Federico II di Sassonia            |  |  |       |  |  |                     |  |  |                   |  |
|                              |                        | Anna di Sassonia            | Margherita d'Austria               |  |  |       |  |  |                     |  |  |                   |  |
|                              |                        | Anna di Sassonia            |                                    |  |  |       |  |  |                     |  |  |                   |  |